# Gérard Cartier

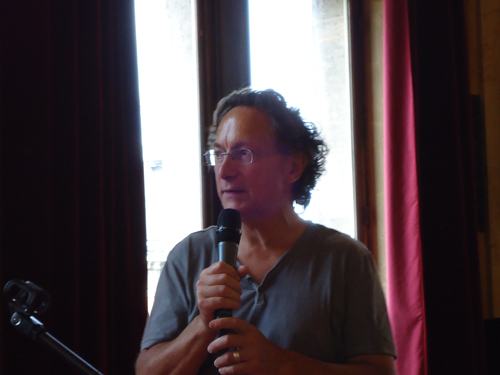
Gérard Cartier, 2012

Gérard Cartier (* 19. Dezember 1949 in Grenoble) ist ein französischer Ingenieur und Dichter. Er erhielt den Tristan-Tzara-Preis, den Max-Jacob-Preis und den „Grand Prix de poésie SGDL“ (Großer Poesiepreis der SGDL). 

## Biografie
Gérard Cartier absolvierte eine Ausbildung im Bauwesen. Er war insbesondere verantwortlich für die Studien und Arbeiten am Eurotunnel für das französische Terminal des Kanaltunnels (1985–1993) und war Leiter der Studien und Projekte für den internationalen Abschnitt des Eisenbahnprojektes Turin-Lyon (LTF, 2002–2009).
Parallel dazu war er als Dichter tätig. Viele seiner Bücher haben die jüngste Geschichte zum Thema und zeugen von seinem „Willen, ein episches Gedicht zu schreiben, das die Zusammenstöße der Geschichte, vom Nationalsozialismus bis zum Algerienkrieg, vermischt“. Der Zweite Weltkrieg, insbesondere die Deportation von Robert Desnos (Alecto!, Obsidiane, 1994) und die Résistance im Vercors (Le Désert et le Monde, Flammarion, 1997), wo er lebte, lieferten ihm den Stoff für mehrere Bücher. Andere Veröffentlichungen haben die Form einer „phantasmagorischen Autobiographie, die nicht mit seinem Leben übereinstimmt, sich vielmehr als ein mythisches Bild oder eine geträumte Projektion ausgibt“ (Le Hasard, Obsidiane, 2004). Sein neuestes Lieblingsthema ist die Wiederbelebung der Legenden des Mittelalters: Tristan und Yseut (Tristran, Obsidiane, 2010), oder die Reise des Heiligen Brandan auf der Suche nach dem Paradies (L'ultime Thulé, Flammarion, 2017).
In deutscher Übersetzung sind Gedichte von ihm in Achterbahn. le grand 8 (Wallstein Verlag 2017) erschienen, übersetz von Carolin Callies, Jan Wagner, Marion Poschmann, Monika Rinck, Silke Scheuermann.
Seit 2010 hat er verschiedene Prosawerke verfasst, insbesondere eine Sammlung von Kurzgeschichten, die klassische und zeitgenössische Schriftsteller feiern (Cabinet de société, Henry, 2011), und einen Roman, der im Vercors und Piemont spielt und die Résistance gegen den Nationalsozialismus, das Versteck eines französischen Faschisten in Turin und die umstrittenen Arbeiten an der Eisenbahnlinie Turin-Lyon thematisiert (Die schwarze Gans, La Thébaïde, 2019).
Gérard Cartier ist auch Lyrikkritiker.
Er ist Koordinator der elektronischen Literaturzeitschrift Secousse, Herausgeber von Anthologien, Übersetzer von Seamus Heaney. Er war der Initiator der Poesieausstellung in der Pariser Metro (1993–2007).

## Werke

### Lyrik (Auswahl)
- Passage d’Orient, Temps Actuels, coll. Digraphe, 1984

- Alecto !, Obsidiane, 1994

- Le désert et le monde, Flammarion, 1997 (Tristan-Tzara-Preis, 1998)

- Méridien de Greenwich, Obsidiane, 2000 (Max-Jacob-Preis, 2001)

- Le hasard, Obsidiane, 2004

- Le petit séminaire, Flammarion, 2007

- Tristran, Obsidiane, 2010 – (Übersetzung ins Englische: [lx] press, Los Angeles, 2016)

- Le voyage de Bougainville, L'Amourier, 2015

- Les Métamorphoses, Le Castor Astral, 2017

- L'ultime Thulé, Gänsespiel, Flammarion, 2018
- Le voyage intérieur, Dokumentarische, Flammarion, 2023 (Großer Poesiepreis der SGDL)
- Le roman de Mara, Tarabuste, 2024
- Les bains-douches de la rue Philonarde, Obsidiane, 2025
- Les amours de Loris, Al Manar, 2025

### Prosa
- Cabinet de société, Kurzgeschichten, Éd. Henry, 2011

- L'Oca nera, Roman, La Thébaïde, 2019

- Le perroquet aztèque, Aufsatz, Obsidiane, 2019

- Ex machina, Gänsejournal, La Thébaïde, 2022